# Teorema di Borsuk-Ulam
Il teorema di Borsuk-Ulam è un teorema di topologia. Asserisce che ogni funzione continua da una sfera in uno spazio euclideo della stessa dimensione manda almeno una coppia di punti antipodali sullo stesso punto. 
Il teorema è valido in tutte le dimensioni. In particolare, il caso {\displaystyle n=2} è spesso descritto nel modo seguente: in qualsiasi momento, sulla superficie della Terra, esistono sempre due punti antipodali aventi la stessa temperatura e la stessa pressione atmosferica (quantità che si suppongono variare con continuità sulla superficie terrestre). 
Il caso {\displaystyle n=1} può essere illustrato in modo analogo dicendo che sull'equatore terrestre esiste sempre una coppia di punti antipodali che hanno la stessa temperatura (anche in questo caso, si assume che la temperatura vari in modo continuo da punto a punto). 
Il teorema di Borsuk–Ulam fu congetturato per primo da Stanisław Ulam e poi dimostrato da Karol Borsuk nel 1933.

## Il teorema
Il teorema di Borsuk-Ulam dice che per ogni funzione {\displaystyle f} continua di una n-sfera in uno spazio euclideo a {\displaystyle n} dimensioni, esistono due punti {\displaystyle a} e {\displaystyle b} diametralmente opposti tali che:
{\displaystyle f(a)=f(b)\,}

## Corollari
La tesi del teorema di Borsuk-Ulam comporta, come conseguenza, alcuni corollari:
- la sfera Sm non è immergibile in Rm. Cioè, nessun sottoinsieme di Rm è omeomorfo a Sm.
- Il teorema del punto fisso di Brouwer può essere dimostrato come corollario.
- Il teorema del panino al prosciutto è anch'esso un corollario del teorema: in Rn, dati n sottoinsiemi compatti C1, ..., Cn, è sempre possibile trovare un iperpiano che divide ciascuno di essi in due parti di uguale misura.